# Werkbahn BBI Wackersdorf
| Brikettfabrik der Bayrischen Braunkohlen-Industrie Schwandorf |                      |                                                       |                                                       |
| Streckenlänge: | etwa 38 km           |                                                       |                                                       |
| Spurweite: | 1435 mm (Normalspur) |                                                       |                                                       |
| Streckengeschwindigkeit: | 50 km/h              |                                                       |                                                       |
| |                      |                                                       |                                                       |
| \| \| \| von Irrenlohe \| \| \| \| \| Schwandorf \| 359 m \| \| \| \| Bahnstrecke Schwandorf–Furth im Wald \| \| \| \| \| Bahnbetriebswerk Länderbahn \| \| \| \| 0,0 \| Bahnhof I \| Bahnhof I \| \| \| \| Werksbahn Vereinigte Aluminium-Werke, Bayernwerk \| \| \| \| \| DB-Schwellenwerk[1] \| \| \| \| \| Vereinigte Aluminium-Werke, Bayernwerk, Müllkraftwerk \| \| \| \| 2,9 \| Kohlekraftwerk Schwandorf (ab 1929) \| Kohlekraftwerk Schwandorf (ab 1929) \| \| \| 2,6 \| Bahnhof III \| Bahnhof III \| \| \| \| nach Weiden \| \| \| \| 1,5 0,0 \| Bahnhof II \| Bahnhof II \| \| \| \| \| \| \| \| 2,6 \| Abzw. Oder 1 \| Abzw. Oder 1 \| \| \| 3,2 \| Abzw. Oder 2 \| Abzw. Oder 2 \| \| \| 3,2 \| Werksbahnhof \| Werksbahnhof \| \| \| \| Brikettfabrik \| \| \| \| 5,7 \| Verladung Holzheim \| Verladung Holzheim \| \| \| 6,1 \| Verladung Steinberg \| Verladung Steinberg \| \| \| 4,1 \| Verladebunker \| Verladebunker \| \| \| \| (Förderbandanlage zum Tagebau Rauberweiher) \| \| \| \| \| \| \| \| Quellen: [2] \| \| \| \| |                      |                                                       |                                                       |
| Strecke |                      | von Irrenlohe                                         | von Irrenlohe                                         |
| Bahnhof |                      | Schwandorf                                            | 359 m                                                 |
| Abzweig geradeaus und nach links · Abzweig quer und von rechts |                      | Bahnstrecke Schwandorf–Furth im Wald                  | Bahnstrecke Schwandorf–Furth im Wald                  |
| Strecke · Abzweig ehemals geradeaus und nach links |                      | Bahnbetriebswerk Länderbahn                           | Bahnbetriebswerk Länderbahn                           |
| Strecke · Dienststation / Betriebs- oder Güterbahnhof (Strecke außer Betrieb) | 0,0                  | Bahnhof I                                             | Bahnhof I                                             |
| Strecke von links · Abzweig quer und ehemals von rechts · Abzweig quer und von links · Abzweig geradeaus und nach rechts · Strecke (außer Betrieb) |                      | Werksbahn Vereinigte Aluminium-Werke, Bayernwerk      | Werksbahn Vereinigte Aluminium-Werke, Bayernwerk      |
| Strecke · Strecke (außer Betrieb) · Strecke von links · Strecke nach rechts · Strecke (außer Betrieb) |                      | DB-Schwellenwerk                                      | DB-Schwellenwerk                                      |
| Betriebs-/Güterbahnhof Streckenende · Strecke (außer Betrieb) · Strecke · Strecke von links (außer Betrieb) · Strecke nach rechts (außer Betrieb) |                      | Vereinigte Aluminium-Werke, Bayernwerk, Müllkraftwerk | Vereinigte Aluminium-Werke, Bayernwerk, Müllkraftwerk |
| Betriebsstelle Streckenanfang (Strecke außer Betrieb) · Strecke (außer Betrieb) · Strecke · Strecke (außer Betrieb) | 2,9                  | Kohlekraftwerk Schwandorf (ab 1929)                   | Kohlekraftwerk Schwandorf (ab 1929)                   |
| Dienststation / Betriebs- oder Güterbahnhof (Strecke außer Betrieb) · Strecke (außer Betrieb) · Strecke · Strecke (außer Betrieb) | 2,6                  | Bahnhof III                                           | Bahnhof III                                           |
| Strecke nach links (außer Betrieb) · Abzweig quer und nach rechts (Strecke außer Betrieb) · Kreuzung geradeaus unten (Querstrecke außer Betrieb) · Abzweig geradeaus und von rechts (Strecke außer Betrieb) |                      | nach Weiden                                           | nach Weiden                                           |
| Strecke nach rechts · Dienststation / Betriebs- oder Güterbahnhof (Strecke außer Betrieb) | 1,5 0,0              | Bahnhof II                                            | Bahnhof II                                            |
| Strecke von links (außer Betrieb) · Strecke quer (außer Betrieb) · Strecke quer (außer Betrieb) · Abzweig geradeaus und nach rechts (Strecke außer Betrieb) |                      |                                                       |                                                       |
| Abzweig geradeaus und nach links (Strecke außer Betrieb) · Strecke quer (außer Betrieb) · Strecke von rechts (außer Betrieb) · Strecke (außer Betrieb) | 2,6                  | Abzw. Oder 1                                          | Abzw. Oder 1                                          |
| Abzweig geradeaus und nach links (Strecke außer Betrieb) · Strecke von rechts (außer Betrieb) · Strecke (außer Betrieb) · Strecke (außer Betrieb) | 3,2                  | Abzw. Oder 2                                          | Abzw. Oder 2                                          |
| Strecke (außer Betrieb) · Strecke (außer Betrieb) · Strecke (außer Betrieb) · Dienststation / Betriebs- oder Güterbahnhof (Strecke außer Betrieb) | 3,2                  | Werksbahnhof                                          | Werksbahnhof                                          |
| Strecke (außer Betrieb) · Strecke (außer Betrieb) · Strecke (außer Betrieb) · Dienststation / Betriebs- oder Güterbahnhof (Strecke außer Betrieb) |                      | Brikettfabrik                                         | Brikettfabrik                                         |
| Betriebsstelle Streckenende (Strecke außer Betrieb) · Strecke (außer Betrieb) · Strecke (außer Betrieb) · Strecke (außer Betrieb) | 5,7                  | Verladung Holzheim                                    | Verladung Holzheim                                    |
| Betriebsstelle Streckenende (Strecke außer Betrieb) · Strecke (außer Betrieb) · Strecke (außer Betrieb) | 6,1                  | Verladung Steinberg                                   | Verladung Steinberg                                   |
| Strecke (außer Betrieb) · Dienststation / Betriebs- oder Güterbahnhof (Strecke außer Betrieb) | 4,1                  | Verladebunker                                         | Verladebunker                                         |
| Strecke nach links (außer Betrieb) · Strecke nach rechts (außer Betrieb) |                      | (Förderbandanlage zum Tagebau Rauberweiher)           | (Förderbandanlage zum Tagebau Rauberweiher)           |
| |                      |                                                       |                                                       |
| Quellen: |                      |                                                       |                                                       |

Die Werkbahn der Bayrischen Braunkohlen-Industrie ist eine ehemalige Industriebahn, mit der die abgebaute Braunkohle aus dem Tagebau zwischen Steinberg und Wackersdorf zur Brikettfabrik in Wackersdorf und zum Bayernwerk bei Schwandorf-Dachelhofen transportiert wurde. Diese wurde aufgrund der Erschöpfung des Tagebaus stillgelegt.

## Geschichte
Zur Erschließung des Oberpfälzer Braunkohlereviers errichtete die Bayerische Braunkohlen-Industrie (BBI) 1906 eine etwa 5 Kilometer lange Anschlussbahn vom Staatsbahnhof Schwandorf zu den Werksanlagen bei Wackersdorf. Die dort geförderte Braunkohle wurde in der im April 1907 in Betrieb genommenen Brikettfabrik verarbeitet. Die Anschlussbahn diente sowohl dem Transport von Braunkohlebriketts als auch der Rohbraunkohle.
1929 wurde für die Inbetriebnahme eines neuen Kohlekraftwerks in Dachelhofen eine Anschlussbahn gebaut. Die Anschlussbahn zweigte beim neu errichteten Posten 2 von der bestehenden Bahn ab und überquerte im weiteren Verlauf die Bahnstrecke Regensburg–Weiden   mit einer Brücke. So konnten die Kohlezüge direkt zum Kohlekraftwerk geführt werden.
1937 ging in Schwandorf-Dachelhofen das Aluminiumwerk der Vereinigten Aluminium-Werke, auch genannt Nabwerk, in Betrieb. Das Aluminiumwerk wurde von der BBI über eine Anschlussbahn mit Braunkohle versorgt.
Nach dem Ende des Zweiten Weltkriegs stieg der Bedarf an bayerischer Braunkohle stark an und der Tagebau Nordfeld wurde erschlossen. Parallel dazu wurde zwischen 1951 und 1961 das Kohlekraftwerk Schwandorf mehrfach erweitert.
Um die Kohle direkt von den Tagebaufeldern abtransportieren zu können, wurden 1951 vom Posten 2 aus Anschlussbahnen zu den Tagebaufeldern Steinberg-West und -Ost sowie Loiblweiher gebaut. Zu diesem Zweck wurde der Posten 2 zu einem Bahnhof ausgebaut. Zwischen 1956 und 1958 wurde der Westfeld-Damm errichtet, der einen Ringverkehr über die neu entstandene Bahnstrecke ermöglichte.
Mit dem Ende des Tagebaus wurden die verbliebenen Gleisanlagen zurückgebaut.

## Streckenbeschreibung

### Verlauf
Das Streckennetz wurde, wenn dies erforderlich war, umgebaut und erweitert. Somit änderte sich der Streckenverlauf mehrfach. Die Strecke zweigt im Südosten des Bahnhofs von Schwandorf von der Bahnstrecke Schwandorf–Furth im Wald ab. Dieser Streckenteil besteht noch heute und stellt das Anschlussgleis des Betriebswerks der Länderbahn dar. Nach etwa 800 Metern endet dieses an einem alten Lagergebäude eines ehemaligen Güterbahnhofs. Der folgende Abschnitt wurde stillgelegt. Nach 600 Metern folgte der Anschluss zu einer eingleisigen Strecke, welche das Kraftwerk in Dachelhofen an die Industriebahn anschloss. 550 Meter weiter teilte sich die Strecke. Der nördliche Teil verlief etwa 3 Kilometer lang zur Braunkohlebrikettfabrik. Von dort aus verlief die Strecke weiter nach Süden, wo sie auf den südlichen Teil traf. Von hier aus war der südliche Teil bereits 2 Kilometer lang. Nach Süden verlief diese Strecke noch weitere 3,3 Kilometer.

### Betriebsstellen
Im Netz der Werkbahn gab es mehrere Bahnhöfe. Als Bahnhof I wurde der Übergabebahnhof in Schwandorf bezeichnet. Der Bahnhof II entstand aus dem Posten 2, zwischen den Abzweigstellen in Richtung Kraftwerk Schwandorf und in Richtung Tagebau Steinfeld. Der Bahnhof im Kraftwerk Schwandorf wurde als Bahnhof III bezeichnet.

## Fahrzeugeinsatz
Zunächst waren nur Dampflokomotiven im Einsatz. Ab 1959 erfolgte schrittweise die Umstellung auf Diesellokomotiven.
| Zeit        | Kohlenlieferung | Dampflokomotiven | Diesellokomotiven | Kohlewagen | Filteraschewagen | Grobaschewagen |
| ----------- | --------------- | ---------------- | ----------------- | ---------- | ---------------- | -------------- |
| 1956/1957   | 2 Mio. Tonnen   | 9                | Keine             | 38         | 4                | 23             |
| 1973        | 8 Mio. Tonnen   | Keine            | 7                 | 58         | 29               | 44             |
| Stand: 1985 |                 |                  |                   |            |                  |                |

| Nr. | Name        | Herstellerdaten          | Type           | Achsfolge | Bemerkung                                                                                 |
| --- | ----------- | ------------------------ | -------------- | --------- | ----------------------------------------------------------------------------------------- |
|     | Maffei      | Maffei 2550/1906         | -              | C-n2t     |                                                                                           |
|     | Hanomag     | Hanomag 8707/1919        | -              | D-n2t     |                                                                                           |
| 1   |             | Krupp 2511/1942          |                | 1D1-t     | 1960 ausgemustert                                                                         |
| 2   | Krupp       | Krupp 1775/1938          | Hibernia       | D-h2t     |                                                                                           |
| 3   | Henschel    | Henschel 25393/1937      |                | C-h2t     | 1971 ausgemustert                                                                         |
| 4   | Bayernwerk  | Krauss-Maffei 15622/1937 |                | C-h2t     |                                                                                           |
| 5   | O&K         | O&K 12122/1930           |                | C-h2t     |                                                                                           |
| 6   | Deutschland | O&K 9342/1920            |                | C-n2t     |                                                                                           |
| 7   | Vaterland   | O&K 9342/1920            |                | C-n2t     |                                                                                           |
| 8   | Nordsee     | O&K 7921/1918            |                | C-n2t     |                                                                                           |
| 9   | Stuttgart   | O&K 954/1902             | Preußische T 3 | C-n2t     |                                                                                           |
| M11 |             | KHD 56953/1959           | DG 1000 BBM    | B'B'-dh   | Von 21. Februar 1959 bis 1980 – 1980 wurde sie nach Tunesien verkauft                     |
| M12 |             | KHD 57146/1961           | DG 1000 BBM    | B'B'-dh   | Von 28. Februar 1962 bis Februar 1982 – an Westfälische Landeseisenbahn verkauf (VL 0639) |
| M13 |             | KHD 57250/1961           | DG 1000 BBM    | B'B'-dh   | Von 28. Dezember 1962 bis 1982 – von Bayernwerk, Schwandorf, übernommen.                  |
| M14 |             | KHD 57660/1963           | DB 1000 BBM    | B'B'-dh   | Von 5. November 1963 bis 1982 – von Bayernwerk, Schwandorf, übernommen                    |
| M16 |             | KHD 57159/1961           | MG 530 C       | C-dh      | Von 31. Oktober 1961 bis 1974, 1974 an VAW Schwandorf Nr. 1, bis 2005                     |
| M17 |             | KHD 47010/1949           | Köf II         | B-dh      | Von 1968 bis 1982                                                                         |
| M18 |             | MaK 1000515/1971         | G 1600 BB      | B'B'-dh   | Von 21. Dezember 1971 bis 1982 – von Bayernwerk, Schwandorf, übernommen                   |
| M19 |             | MaK 1000516/1971         | G 1600 BB      | B'B'-dh   | Von 27. Dezember 1971 bis 1982 – von Bayernwerk, Schwandorf, übernommen                   |
| M20 |             | MaK 1000492/1972         | G 1600 BB      | B'B'-dh   | Von 1. Juni 1972 bis 1982 – von Bayernwerk, Schwandorf, übernommen                        |
| -   |             | Wumag 1306/1963          |                |           | Elektroschlepper für Filteraschenentleerung – 1982 von Bayernwerk, Schwandorf, übernommen |

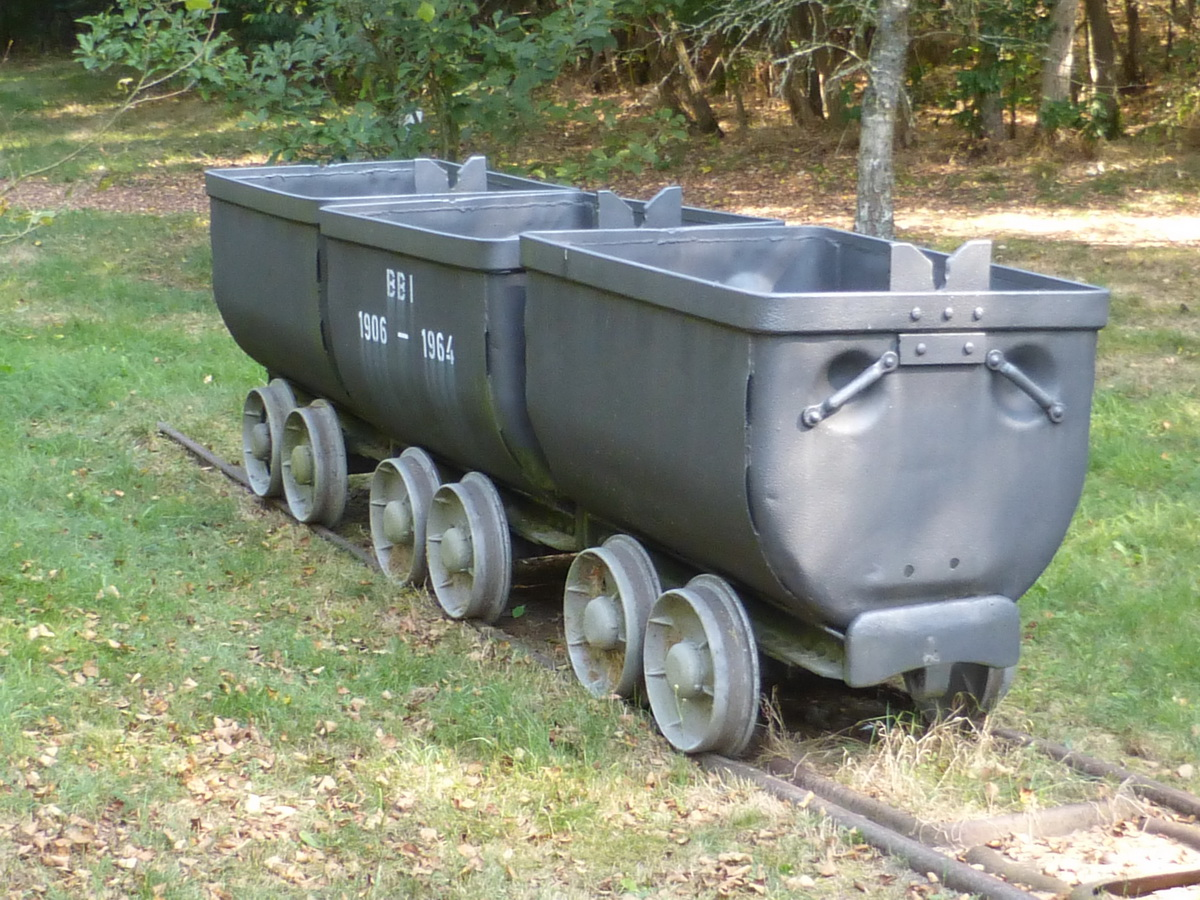
Förderwagen der Kettenbahn

Der Abraum wurde mit einer Schmalspurbahn der Spurweite 900 mm durchgeführt. Es sollen bis zu 37 Dampflokomotiven eingesetzt worden sein. Der Kohlentransport erfolgte zu den Verladeanlagen mit einer Kettenbahn mit einer Spurweite von 600 mm. Ab 1954 erfolgte die Umstellung der Schmalspurbahnen auf Bandförderung.

## Betrieb
Personenverkehr
Zwischen dem Bahnhof Schwandorf und den Werksanlagen wurde ein Werkspersonenverkehr eingesetzt. 1965 verkehrten 13 Personenzugpaare, 1970 waren es 12. Mit der Inbetriebnahme des Blockes D im Jahre 1972, welcher die Kraftwerksleistung um 75 Prozent auf 700 MW steigerte, musste wegen der starken Streckenbelegung durch den Kohlezugverkehr der Personenzug eingestellt werden.
Güterverkehr
Auf der normalspurigen eingleisige Strecke zwischen dem Bahnhof II und dem Kohlekraftwerk wurde Kohle zugeführt sowie Asche abgefahren. 1956/57 wurde der Betrieb mit 9 Dampflokomotiven, 38 Kohlewagen, 4 Filteraschen- und 23 Grobaschenwagen durchgeführt und damit 2 Mio. Tonnen Kohle zum Kraftwerk gebracht. Die älteste Lokomotive war 1902 und die modernste 1953 gebaut worden. Ihre Leistung betrug zwischen 350 und 650 PS.
Mit dem 1959 begonnenen Strukturwandel übernahmen ab 1962 bis zu sieben Diesellokomotiven mit 58 Kohlewagen, 29 Filterasche- und 44 Grobaschewagen diese Aufgabe. Im November 1978 wurden fast 40.000 Tonnen täglich befördert, am 2. November 1978 waren dies 31.600 t Kohle und 7.600 t Asche, insgesamt 39.200 t. Hierzu waren 97 Vollzüge und die gleiche Anzahl von Leerzügen, insgesamt 194 Zugfahrten, erforderlich. Im Durchschnitt fuhr alle 7½ Minuten ein Zug mit einer Fahrzeit von 4 Minuten über die 2,8 km lange eingleisige Strecke zum Kraftwerk.
Bis zur Umstellung auf Diesellokomotiven wurden die Kohlezüge mit Dampflokomotiven von den Verladeanlagen zum Außenbunker des Kraftwerkes gezogen. Jede Lokomotive war mit einem Lokführer, einem Heizer und einem Zugführer besetzt und zog acht Kohlewagen mit einer Gesamtnutzlast von 400 t. In einer Schicht konnten pro Lokomotive höchstens fünf Kohlezüge mit maximal 2000 t Kohle transportiert werden. Nach der „Verdieselung“ und weiteren Verbesserungen an den Bahnanlagen wurden von den dann nur noch mit einem Lokführer besetzten Diesellokomotiven pro Lok und Schicht je zehn Züge mit zehn Wagen, also insgesamt 5000 t Kohle, zum Kraftwerk gefahren.
Die 1959 begonnenen Umstellung auf Diesellokomotiven war 1963 nach der Beschaffung von vier Deutz-Diesel-Lokomotiven und einer 540 PS-Rangierlokomotive vorerst abgeschlossen. Mit diesen Lokomotiven konnte das Kraftwerk bis zu einer installierten Leistung von 400 MW mit Kohle einschließlich des Rücktransportes und der Verkippung der Elektrofilter- und der Grobasche versorgt werden.

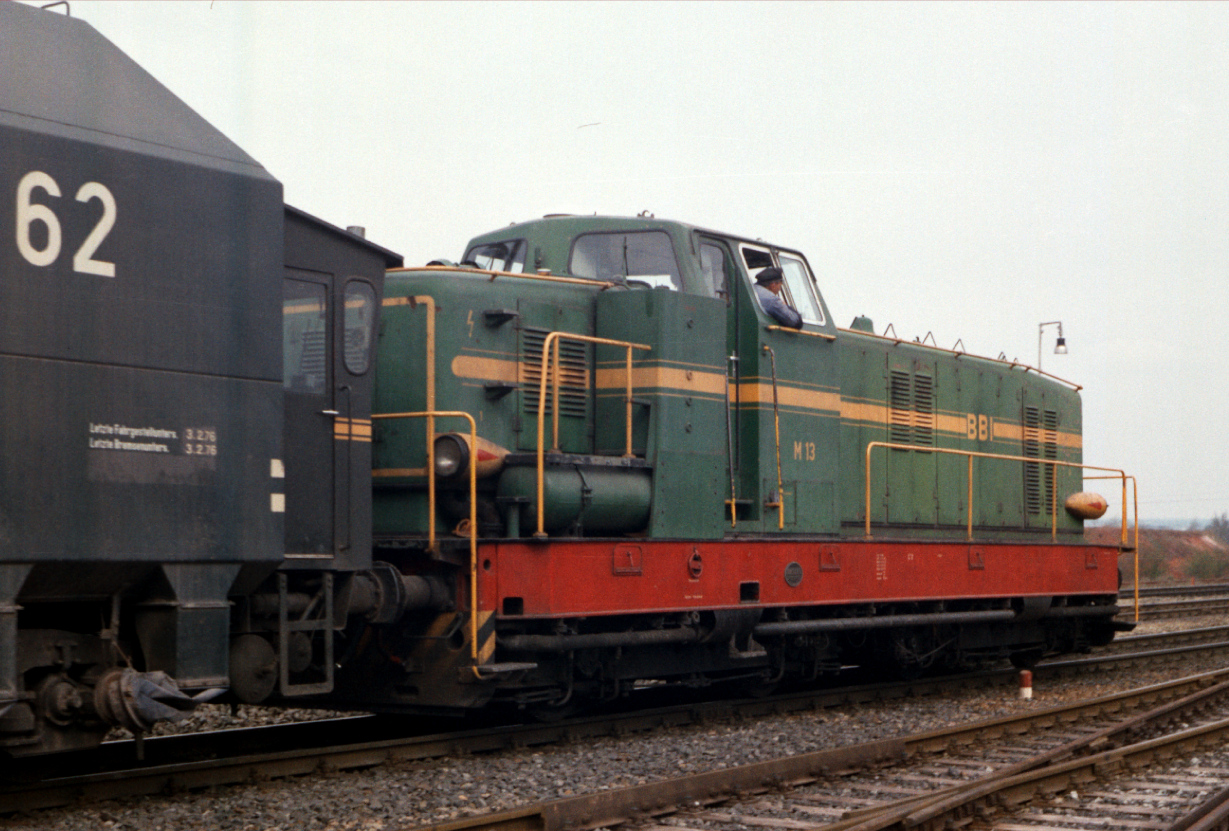
Die M 13 hängt an der Steuerwagenseite des Zuges (1977)

Zur Bewältigung der zusätzlichen Transportaufgaben wurden um 1971 drei weitere Drehgestell-Diesellokomotiven mit je 1100 PS von der Maschinenbau Kiel (MAK) gekauft. Diese waren mit einem automatischen Voith-Strömungsgetriebe und einer Wendezugeinrichtung ausgerüstet. So konnte der Vollzug zum Kraftwerk geschoben und der Leerzug zur Beladestelle am Hochbunker gezogen werden. Damit bekamen die 97 Zügen je Tag acht Stunden mehr Fahrzeit. Der Bunker beim Kraftwerk konnte nur den ganzen geschobenen aus zehn Wagen bestehenden Zug aufnehmen, während eine ziehende Lok den Platz für den zehnten Kohlenwagen beansprucht hätte.
Dadurch wurden die Steuer- und Regeleinrichtungen der Lokomotiven nicht durch Kohleaufhäufungen beschädigt. Der Lokführer konnte vom Wendezugsteuerwagen die am anderen Ende des Zuges befindliche Lokomotive bedienen. Da die Lokomotiven mit einer Sicherheitsfahrschaltung (Sifa) ausgerüstet waren, genügte die Besetzung mit einem Lokführer. Im Winter mussten die Kohlewagen beheizt werden, um ein Anfrieren des Fördergutes zu vermeiden. Dafür wurden auf den Lokomotiven bedienungslos arbeitende Dampfkessel mit einer Leistung von 600 kg Dampf je Stunde installiert. Der Bestand an Großraumsattelwagen wurde bei der Kraftwerkserweiterung von 38 auf 58 Stück erhöht, wobei die Betriebserfahrungen bei der Neubeschaffung berücksichtigt wurden. Die bei der Verfeuerung der Kohle anfallende Elektrofilterasche wurde früher angefeuchtet und in offenen Güterwagen zum Grubengelände zurückgefahren und dort verkippt.
Da die Verkippung und Aufhaldung umweltbelastend war – starker Wind trug die für die Vegetation ungefährlichen Aschewolken weit über das Land – wurden geschlossene Spezialwagen entwickelt, die einen staubfreien Transport und Umschlag der Asche ermöglichten. 1956 standen nur vier Filteraschewagen zur Verfügung. Dieser Bestand wurde bei einer Steigerung des Filterascheanfalls auf insgesamt 29 Stück erhöht. Ein Teil der Wagen wurde mit Steuerkabine für den Wendezugbetrieb ausgerüstet. Im Gegensatz zur Filterasche konnte die Grobasche in offenen Güterwagen befördert werden. Um bei Entgleisungen die Störzeiten so kurz wie möglich zu halten, waren eigene ölhydraulisch betätigte Eingleisvorrichtungen vorhanden.